# Athletic Club 2021-2022
Questa voce raccoglie le informazioni riguardanti l'Athletic Club nelle competizioni ufficiali della stagione 2021-2022.

## Maglie e sponsor
Il fornitore tecnico per la stagione 2021-2022 è New Balance, mentre lo sponsor ufficiale è Kutxabank.
| 1ª divisa | 2ª divisa |

## Organico

### Rosa
| N. |                   | Ruolo | Calciatore              |
| -- | ----------------- | ----- | ----------------------- |
| 1  | Spagna (bandiera) | P     | Unai Simón              |
| 2  | Spagna (bandiera) | D     | Álex Petxarroman        |
| 3  | Spagna (bandiera) | D     | Unai Núñez              |
| 4  | Spagna (bandiera) | D     | Iñigo Martínez          |
| 5  | Spagna (bandiera) | D     | Yeray Álvarez           |
| 6  | Spagna (bandiera) | C     | Mikel Vesga             |
| 7  | Spagna (bandiera) | A     | Alex Berenguer          |
| 8  | Spagna (bandiera) | C     | Oihan Sancet            |
| 9  | Spagna (bandiera) | A     | Iñaki Williams          |
| 10 | Spagna (bandiera) | A     | Iker Muniain (capitano) |
| 11 | Spagna (bandiera) | A     | Jon Morcillo            |
| 12 | Spagna (bandiera) | D     | Dani Vivian             |
| 13 | Spagna (bandiera) | P     | Jokin Ezkieta           |
| 14 | Spagna (bandiera) | C     | Dani Garcia             |

| N. |                   | Ruolo | Calciatore         |
| -- | ----------------- | ----- | ------------------ |
| 15 | Spagna (bandiera) | D     | Iñigo Lekue        |
| 16 | Spagna (bandiera) | C     | Unai Vencedor      |
| 17 | Spagna (bandiera) | D     | Yuri Berchiche     |
| 18 | Spagna (bandiera) | D     | Óscar de Marcos    |
| 19 | Spagna (bandiera) | C     | Oier Zarraga       |
| 20 | Spagna (bandiera) | A     | Asier Villalibre   |
| 21 | Spagna (bandiera) | D     | Ander Capa         |
| 22 | Spagna (bandiera) | C     | Raúl García        |
| 23 | Spagna (bandiera) | C     | Peru Nolaskoain    |
| 24 | Spagna (bandiera) | D     | Mikel Balenziaga   |
| 26 | Spagna (bandiera) | P     | Julen Agirrezabala |
| 30 | Spagna (bandiera) | C     | Nico Williams      |
| 33 | Spagna (bandiera) | A     | Nico Serrano       |

## Calciomercato

### Sessione estiva
| Acquisti | Acquisti         | Acquisti        | Acquisti                       |
| R.       | Nome             | da              | Modalità                       |
| -------- | ---------------- | --------------- | ------------------------------ |
| A        | Iñigo Córdoba    | Alavés          | fine prestito                  |
| D        | Dani Vivian      | Mirandés        | fine prestito                  |
| A        | Kenan Kodro      | Real Valladolid | fine prestito                  |
| D        | Álex Petxarroman | Real Sociedad B | acquisto definitivo (gratuito) |
| D        | Imanol           |                 | aggregato dalle giovanili      |
| A        | Nico Williams    |                 | aggregato dalle giovanili      |
| A        | Nico Serrano     |                 | aggregato dalle giovanili      |

| Cessioni | Cessioni      | Cessioni        | Cessioni                       |
| R.       | Nome          | a               | Modalità                       |
| -------- | ------------- | --------------- | ------------------------------ |
| D        | Imanol        | Mirandés        | prestito                       |
| C        | Iñigo Vicente | Mirandés        | prestito                       |
| A        | Ibai Gómez    |                 | svincolato                     |
| A        | Kenan Kodro   | Fehérvár        | cessione definitiva (gratuita) |
| A        | Iñigo Córdoba | Go Ahead Eagles | prestito                       |
| C        | Unai López    | Rayo Vallecano  | prestito                       |
| P        | Iago Herrerín | Al-Ra'ed        | cessione definitiva (gratuita) |

### Sessione invernale
| Acquisti | Acquisti | Acquisti | Acquisti |
| R.       | Nome     | da       | Modalità |
| -------- | -------- | -------- | -------- |

| Cessioni | Cessioni        | Cessioni        | Cessioni |
| R.       | Nome            | a               | Modalità |
| -------- | --------------- | --------------- | -------- |
| A        | Jon Morcillo    | Real Valladolid | prestito |
| C        | Peru Nolaskoain | Amorebieta      | prestito |

## Risultati

### Primera División

#### Girone di andata
| Elche 16 agosto 2021, ore 22:00 UTC+2 1ª giornata | Elche        | 0 – 0 referto | Athletic Bilbao | Stadio Manuel Martínez Valero (9145 spett.)\| Arbitro: \| Cordero Vega \| |
| Arbitro:                                          | Cordero Vega |               |                 |                                                                           |

| Arbitro: | Juan Martínez Munuera |

|              |           |           |
| Martínez 50’ | Marcatori | 75’ Depay |

| Arbitro: | Antonio Mateu Lahoz |

|  |           |              |
|  | Marcatori | 34’ Williams |

| Arbitro: | Jorge Figueroa Vázquez |

|  |           |                         |
|  | Marcatori | 68’ Vivian 74’ Williams |

| Madrid 18 settembre 2021, ore 16:15 UTC+2 5ª giornata | Atlético Madrid   | 0 – 0 referto | Athletic Bilbao | Stadio Wanda Metropolitano (38.798 spett.)\| Arbitro: \| Jesús Gil Manzano \| |
| Arbitro:                                              | Jesús Gil Manzano |               |                 |                                                                               |

| Arbitro: | José Luis Munuera Montero |

|                 |           |                           |
| Ciss 33’ (aut.) | Marcatori | 5’ A. García 90+6’ Falcao |

| Arbitro: | Alejandro Hernández Hernández |

|                    |           |              |
| Marcos André 90+5’ | Marcatori | 69’ Martínez |

| Arbitro: | Carlos del Cerro Grande |

|            |           |  |
| García 44’ | Marcatori |  |

| Arbitro: | Isidro Díaz de Mera Escuderos |

|             |           |  |
| Benzema 40’ | Marcatori |  |

| Arbitro: | Guillermo Cuadra Fernández |

|                               |           |              |
| García 14’ Muniain 77’ (rig.) | Marcatori | 32’ Coquelin |

| Arbitro: | Alejandro Hernández Hernández |

|                     |           |              |
| de Tomás 33’ (rig.) | Marcatori | 52’ Williams |

| Arbitro: | Juan Martínez Munuera |

|                 |           |               |
| Isak 58’ (rig.) | Marcatori | 90+1’ Muniain |

| Arbitro: | Santiago Jaime Latre |

|  |           |          |
|  | Marcatori | 6’ Salvi |

| Valencia 19 novembre 2021, ore 21:00 UTC+1 14ª giornata | Levante                   | 0 – 0 referto | Athletic Bilbao | Stadio Ciutat de València (15.230 spett.)\| Arbitro: \| José Luis Munuera Montero \| |
| Arbitro:                                                | José Luis Munuera Montero |               |                 |                                                                                      |

| Arbitro: | Cordero Vega |

|                                    |           |                       |
| R. García 10’ Maximiano 76’ (aut.) | Marcatori | 25’ Machís 34’ Molina |

| Getafe 6 dicembre 2021, ore 21:00 UTC+1 16ª giornata | Getafe                 | 0 – 0 referto | Athletic Bilbao | Coliseum Alfonso Pérez (9.176 spett.)\| Arbitro: \| Jorge Figueroa Vázquez \| |
| Arbitro:                                             | Jorge Figueroa Vázquez |               |                 |                                                                               |

| Arbitro: | Alejandro Hernández Hernández |

|  |           |             |
|  | Marcatori | 38’ Delaney |

| Arbitro: | Jesús Gil Manzano |

|                                |           |                     |
| Williams 2’, 72’ De Marcos 89’ | Marcatori | 6’ Juanmi 52’ Fekir |

| Arbitro: | Miguel Ángel Ortiz Arias |

|                 |           |                      |
| Kike Garcia 10’ | Marcatori | 16’, 25’, 68’ Sancet |

#### Girone di ritorno
| Vitoria 9 gennaio 2022, ore 18:30 UTC+1 20ª giornata | Alavés               | 0 – 0 referto | Athletic Bilbao | Stadio di Mendizorrotza (14 103 spett.)\| Arbitro: \| Santiago Jaime Latre \| |
| Arbitro:                                             | Santiago Jaime Latre |               |                 |                                                                               |

| Arbitro: | Soto Grado |

|            |           |                |
| Sancet 10’ | Marcatori | 4’, 7’ Benzema |

| Arbitro: | Adrián Cordero Vega |

|  |           |             |
|  | Marcatori | 30’ Serrano |

| Arbitro: | César Soto Grado |

|                        |           |            |
| Sancet 5’ Martínez 16’ | Marcatori | 3’ Vilhena |

| Arbitro: | Isidro Díaz de Mera Escuderos |

|                                                    |           |                               |
| Sevilla 22’ (rig.) Ángel 30’ Unai Simón 88’ (aut.) | Marcatori | 59’ Raúl García 61’ Berenguer |

| Arbitro: | Juan Martínez Munuera |

|                                                |           |  |
| Vivian 68’ Sancet 72’ Williams 80’ Muniain 89’ | Marcatori |  |

| Arbitro: | Cuadra Fernández |

|                                                       |           |  |
| Aubameyang 37’ Dembélé 73’ L. de Jong 90’ Depay 90+4’ | Marcatori |  |

| Arbitro: | Alejandro Muñiz Ruiz |

|                                              |           |                 |
| Vesga 63’ I. Williams 76’ Zarraga 88’ (rig.) | Marcatori | 90+1’ de Frutos |

| Arbitro: | Antonio Mateu Lahoz |

|              |           |  |
| Iglesias 20’ | Marcatori |  |

| Arbitro: | Jesús Gil Manzano |

|               |           |         |
| Berchiche 29’ | Marcatori | 3’ Ünal |

| Arbitro: | Jorge Figueroa Vázquez |

|                              |           |             |
| Berenguer 32’ Villalibre 86’ | Marcatori | 90+2’ Josan |

| Arbitro: | Carlos del Cerro Grande |

|             |           |               |
| Pedraza 60’ | Marcatori | 43’ R. García |

| Arbitro: | Alejandro Hernández Hernández |

|  |           |                       |
|  | Marcatori | 11’ Aspas 37’ Beltrán |

| Arbitro: | Valentín Pizarro Gómez |

|                       |           |                                 |
| Pérez 56’ Sobrino 87’ | Marcatori | 3’ García 22’ Muniain 33’ Vesga |

| Arbitro: | Antonio Mateu Lahoz |

|                                          |           |  |
| Hermoso 8’ (aut.) I. Williams 56’ (rig.) | Marcatori |  |

| Bilbao 7 maggio 2022, ore 16:15 UTC+2 35ª giornata | Athletic Bilbao               | 0 – 0 referto | Valencia | Stadio di San Mamés (41.091 spett.)\| Arbitro: \| Isidro Díaz De Mera Escuderos \| |
| Arbitro:                                           | Isidro Díaz De Mera Escuderos |               |          |                                                                                    |

| Arbitro: | José María Sánchez Martínez |

|             |           |  |
| Collado 35’ | Marcatori |  |

| Arbitro: | Jorge Figueroa Vázquez |

|                              |           |  |
| Berenguer 33’ Villalibre 79’ | Marcatori |  |

| Arbitro: | Carlos del Cerro Grande (Alcalá de Henares) |

|              |           |  |
| Rafa Mir 68’ | Marcatori |  |

### Coppa del Re
| Arbitro: | Juan Martínez Munuera |

|  |           |                      |
|  | Marcatori | 20’, 43’ N. Williams |

| Arbitro: | José Luis Munuera Montero |

|                                        |           |                        |
| Muniain 2’, 105+1’ (rig.) Martínez 86’ | Marcatori | 20’ Torres 90+3’ Pedri |

| Arbitro: | Jesús Gil Manzano |

|               |           |  |
| Berenguer 89’ | Marcatori |  |

| Arbitro: | José Luis Munuera Montero |

|               |           |          |
| R. García 37’ | Marcatori | 65’ Duro |

| Arbitro: | Jesús Gil Manzano |

|  |           |            |
|  | Marcatori | 43’ Guedes |

### Supercoppa di Spagna
| Arbitro: | Cuadra Fernández |

|                  |           |                           |
| Simón 62’ (aut.) | Marcatori | 77’ Yeray 81’ N. Williams |

| Arbitro: | Soto Grado |

|  |           |                               |
|  | Marcatori | 38’ Modrić 52’ (rig.) Benzema |

## Statistiche

### Statistiche di squadra
| Competizione         | In casa | In casa | In casa | In casa | In casa | In casa | In trasferta | In trasferta | In trasferta | In trasferta | In trasferta | In trasferta | Totale | Totale | Totale | Totale | Totale | Totale | DR |
| Competizione         | G       | V       | N       | P       | Gf      | Gs      | G            | V            | N            | P            | Gf           | Gs           | G      | V      | N      | P      | Gf     | Gs     | DR |
| -------------------- | ------- | ------- | ------- | ------- | ------- | ------- | ------------ | ------------ | ------------ | ------------ | ------------ | ------------ | ------ | ------ | ------ | ------ | ------ | ------ | -- |
| Liga                 | 19      | 10      | 4       | 5       | 29      | 18      | 19           | 4            | 9            | 6            | 14           | 18           | 38     | 14     | 13     | 11     | 43     | 36     | +7 |
| Coppa del Re         | 3       | 2       | 1       | 0       | 5       | 3       | 2            | 1            | 0            | 1            | 2            | 1            | 5      | 3      | 1      | 1      | 7      | 4      | +3 |
| Supercoppa di Spagna | 1       | 0       | 0       | 1       | 0       | 2       | 1            | 1            | 0            | 0            | 2            | 1            | 2      | 1      | 0      | 1      | 2      | 3      | -1 |
| Totale               | 23      | 12      | 5       | 6       | 34      | 23      | 22           | 6            | 9            | 7            | 18           | 20           | 45     | 18     | 14     | 13     | 52     | 43     | +9 |

### Statistiche individuali
| Giocatore       | Primera División | Primera División | Primera División | Primera División | Coppa del Re | Coppa del Re | Coppa del Re | Coppa del Re | Supercoppa | Supercoppa | Supercoppa  | Supercoppa | Totale   | Totale | Totale      | Totale     |
| Giocatore       | Presenze         | Reti             | Ammonizioni      | Espulsioni       | Presenze     | Reti         | Ammonizioni  | Espulsioni   | Presenze   | Reti       | Ammonizioni | Espulsioni | Presenze | Reti   | Ammonizioni | Espulsioni |
| --------------- | ---------------- | ---------------- | ---------------- | ---------------- | ------------ | ------------ | ------------ | ------------ | ---------- | ---------- | ----------- | ---------- | -------- | ------ | ----------- | ---------- |
| J. Agirrezabala | 4                | -5               | 0                | 0                | 5            | -4           | 0            | 0            | 0          | 0          | 0           | 0          | 9        | -9     | 0           | 0          |
| Y. Álvarez      | 22               | 0                | 6                | 0                | 3            | 0            | 0            | 0            | 2          | 1          | 1           | 0          | 27       | 1      | 7           | 0          |
| M. Balenziaga   | 26               | 0                | 2                | 0                | 3            | 0            | 0            | 0            | 2          | 0          | 0           | 0          | 31       | 0      | 2           | 0          |
| Y. Berchiche    | 14               | 1                | 3                | 0                | 4            | 0            | 1            | 0            | 2          | 0          | 0           | 0          | 20       | 1      | 4           | 0          |
| Á. Berenguer    | 34               | 3                | 8                | 0                | 5            | 1            | 0            | 0            | 2          | 0          | 0           | 0          | 41       | 4      | 8           | 0          |
| A. Capa         | 1                | 0                | 0                | 0                | 0            | 0            | 0            | 0            | 0          | 0          | 0           | 0          | 1        | 0      | 0           | 0          |
| Ó. de Marcos    | 22               | 1                | 5                | 0                | 2            | 0            | 2            | 0            | 2          | 0          | 0           | 0          | 26       | 1      | 7           | 0          |
| D. García       | 32               | 0                | 9                | 0                | 5            | 0            | 3            | 0            | 2          | 0          | 1           | 0          | 39       | 0      | 13          | 0          |
| R. García       | 35               | 6                | 3                | 0                | 5            | 1            | 0            | 0            | 2          | 0          | 0           | 0          | 42       | 7      | 3           | 0          |
| I. Lekue        | 25               | 0                | 3                | 0                | 4            | 0            | 0            | 0            | 0          | 0          | 0           | 0          | 29       | 0      | 3           | 0          |
| I. Martínez     | 27               | 3                | 9                | 1                | 5            | 1            | 1            | 0            | 2          | 0          | 1           | 0          | 34       | 4      | 11          | 1          |
| I. Muniain      | 35               | 4                | 3                | 0                | 4            | 2            | 1            | 0            | 2          | 0          | 0           | 0          | 41       | 6      | 4           | 0          |
| U. Núñez        | 9                | 0                | 2                | 0                | 0            | 0            | 0            | 0            | 0          | 0          | 0           | 0          | 9        | 0      | 2           | 0          |
| Á. Petxa        | 17               | 0                | 4                | 0                | 2            | 0            | 0            | 0            | 0          | 0          | 0           | 0          | 19       | 0      | 4           | 0          |
| O. Sancet       | 27               | 6                | 2                | 0                | 4            | 0            | 0            | 0            | 2          | 0          | 0           | 0          | 33       | 6      | 2           | 0          |
| N. Serrano      | 14               | 1                | 0                | 0                | 2            | 0            | 0            | 0            | 1          | 0          | 0           | 0          | 17       | 1      | 0           | 0          |
| U. Simón        | 34               | -31              | 3                | 0                | 0            | 0            | 0            | 0            | 2          | -3         | 0           | 0          | 36       | -34    | 3           | 0          |
| U. Vencedor     | 34               | 0                | 4                | 0                | 1            | 0            | 0            | 0            | 0          | 0          | 0           | 0          | 35       | 0      | 4           | 0          |
| M. Vesga        | 32               | 2                | 7                | 2                | 5            | 0            | 0            | 0            | 2          | 0          | 1           | 0          | 39       | 2      | 8           | 2          |
| A. Villalibre   | 19               | 2                | 0                | 0                | 1            | 0            | 0            | 0            | 0          | 0          | 0           | 0          | 20       | 2      | 0           | 0          |
| D. Vivian       | 24               | 2                | 2                | 0                | 3            | 0            | 0            | 0            | 0          | 0          | 0           | 0          | 27       | 2      | 2           | 0          |
| I. Williams     | 38               | 8                | 3                | 0                | 4            | 0            | 1            | 0            | 2          | 0          | 1           | 0          | 44       | 8      | 5           | 0          |
| N. Williams     | 34               | 0                | 4                | 0                | 4            | 2            | 0            | 0            | 2          | 1          | 0           | 0          | 40       | 3      | 4           | 0          |
| O. Zarraga      | 31               | 1                | 5                | 0                | 4            | 0            | 1            | 0            | 2          | 0          | 0           | 0          | 37       | 1      | 6           | 0          |
| J. Morcillo     | 7                | 0                | 2                | 0                | 0            | 0            | 0            | 0            | 0          | 0          | 0           | 0          | 7        | 0      | 2           | 0          |
| P. Nolaskoain   | 1                | 0                | 0                | 0                | 2            | 0            | 0            | 0            | 0          | 0          | 0           | 0          | 3        | 0      | 0           | 0          |